# Prince Albert (Saskatchewan)
Prince Albert é a terceira maior cidade da província canadense de Saskatchewan, depois de Saskatoon e Regina. Está localizada na Divisão Nº15 de Saskatchewan, no centro da província. A cidade é conhecida como o "Gateway to the North" ("Portal para o Norte"), porque é o último grande centro urbano ao longo da rota para os recursos do Norte de Saskatchewan. O Parque Nacional Prince Albert está localizado a 51 quilômetros ao norte da cidade e contém uma enorme riqueza de lagos, florestas e vida selvagem.
A extensão territorial da cidade compreende uma área de 65,68 quilômetros quadrados, com uma população de 35.926 habitantes e densidade populacional de 534,4/km2.